# 정훈성
정훈성 (1994년 2월 22일 ~ )은 대한민국의 축구 선수이다. 포지션은 윙어이다. 현 K4리그의 서울 중랑 축구단 소속이다.

## 클럽 경력
2013년 8월 J2리그의 V-파렌 나가사키에 입단했다. 2013년 8월 11일에 열린 도쿄 베르디와의 경기에서 프로 데뷔전을 치렀다. 입단 첫 시즌인 2013 시즌 11경기에 출전했다. 하지만 2번째 시즌인 2014 시즌에는 부상으로 많은 경기를 나서지 못했다.
2015 시즌을 앞두고 J3리그의 그루자 모리오카로 임대 이적했다. 2015년 5월 24일에 열린 후지에다 MYFC와의 경기에서 프로 데뷔골을 기록했다. 하지만 반 시즌 후 원 소속팀인 나가사키와 계약을 해지했다.
2015 시즌 여름 이적시장을 통해 내셔널리그의 목포시청에 입단했다. 귀국 이후 첫 경기인 경주 한국수력원자력과의 경기에서 선발로 출전했으며, 2015년 9월 9일에 열린 강릉시청과의 경기에서 데뷔 골을 넣는 등, 반 시즌 동안 11경기 2골 1도움을 기록했다. 2017년 8월 17일에 열린 성남 FC와의 FA컵 경기에서 멀티골을 작렬하며 팀을 FA컵 4강에 진출시켰다.
2018 시즌을 앞두고 강릉시청에 입단했다. 2018 시즌에 24경기 6골 4도움을 기록하며 좋은 모습을 보였다.
2019 시즌을 앞두고 인천 유나이티드에 입단하며 K리그 무대를 밟게 되었다. 2019년 7월 10일 수원 삼성 블루윙즈와의 경기에서 K리그 데뷔골을 기록했다.
2020 시즌을 앞두고 울산 현대로 이적하였고, 2020년 8월 30일에 있었던 서울과의 홈 경기에서 쐐기골을 기록하였다.
2021 시즌을 앞두고, 최준, 이상헌과 함께 트레이드 방식으로 부산 아이파크로 이적하였다.
2021년 여름 이적시장을 통해 제주 유나이티드로 임대되었다.

## 수상

### 팀

#### 울산 현대
- AFC 챔피언스리그 우승: 2020